# Chuck Mitchell
Chuck Mitchell (Connecticut, 28 novembre 1927 – Hollywood, 22 giugno 1992) è stato un attore statunitense.

## Biografia
È famoso soprattutto per aver interpretato Porky nei film Porky's - Questi pazzi pazzi porcelloni! (1982) e Porky's III - La rivincita! (1985), e Rocko, il titolare del ristorante "Pig Burgers" in Sapore di hamburger (1985).
Interpretò Big Ralph in General Hospital e recitò anche nella miniserie Venti di guerra. Comparve inoltre in serie televisive come Professione pericolo, Hill Street giorno e notte e Mai dire sì.
In alcune produzioni è accreditato come Chuck "Porky" Mitchell.
Morì a Hollywood all'età di 64 anni, a causa di una cirrosi epatica.

## Filmografia parziale
- Porky's - Questi pazzi pazzi porcelloni! (Porky's), regia di Bob Clark (1982)
- Porky's III - La rivincita! (Porky's Revenge), regia di James Komack (1985)
- Sapore di hamburger (Better Off Dead), regia di Savage Steve Holland (1985)